# Rhodostrophia pudorata
Rhodostrophia pudorata är en fjärilsart som beskrevs av Fabricius 1794. Rhodostrophia pudorata ingår i släktet Rhodostrophia och familjen mätare. Inga underarter finns listade.